# Ножантель
Ножанте́ль (фр. Nogentel) — коммуна во Франции, находится в регионе Пикардия. Департамент коммуны — Эна. Входит в состав кантона Эссом-сюр-Марн. Округ коммуны — Шато-Тьерри.
Код INSEE коммуны — 02554.

## Население
Население коммуны на 2010 год составляло 1019 человек.
| 1962 | 1968 | 1975 | 1982 | 1990 | 1999 | 2010 |
| ---- | ---- | ---- | ---- | ---- | ---- | ---- |
| 579  | 617  | 831  | 1012 | 1128 | 1032 | 1019 |

## Экономика
В 2010 году среди 622 человек трудоспособного возраста (15—64 лет) 463 были экономически активными, 159 — неактивными (показатель активности — 74,4 %, в 1999 году было 70,3 %). Из 463 активных жителей работали 418 человек (218 мужчин и 200 женщин), безработных было 45 (21 мужчина и 24 женщины). Среди 159 неактивных 42 человека были учениками или студентами, 86 — пенсионерами, 31 были неактивными по другим причинам.